# Teruncia
Teruncia o teruncius, è un'antica moneta in uso presso le popolazioni dell'Italia, tra cui Luceria, Capua e Roma. A volte è anche chiamata quadrante.